# Deltote trifurca
Deltote trifurca is een vlinder uit de familie van de uilen (Noctuidae). De wetenschappelijke naam van deze soort is voor het eerst voorgesteld als Lithacodia trifurca door Emilio Berio in een publicatie uit 1977.
De soort komt voor in China (Yunnan).